# Indian Summer (singel Stereophonics)
Indian Summer – drugi singel walijskiej grupy rockowej Stereophonics, promujący ich ósmy studyjny album – "Graffiti on the Train".

## Notowania
| Lista                              | Pozycja |
| ---------------------------------- | ------- |
| Lista Przebojów Programu Trzeciego | 33      |
| NRD Eska Rock                      | 1       |
| TOP30                              | 27      |
| UWUEMKA                            | 34      |
| Złota Trzydziestka Radia Koszalin  | 11      |

## Teledysk
Ukazał się w serwisie Vevo 17 stycznia 2013 r. Wideoklip zrealizował lider zespołu, Kelly Jones, w mieście Leicestershire.